# 川嶋哲郎
川嶋 哲郎（かわしま てつろう、1966年8月9日 - ）は、日本のジャズ・サックス奏者、洗足学園大学講師。

## 経歴
富山県に生まれ、6歳からピアノ、12歳からトランペットを学び、高校でテナーサックスに転じ、岡山理科大学在学中にジャズを始める。
大学卒業後、名古屋で一般の会社員として働いた後、大坂昌彦&原朋直クインテットの一員となってプロ・デビューし、このグループのアルバム『def』（1993年録音）に参加した。
1999年、初のリーダー・アルバム『ETERNAL AFECTION』を発表し、この年から『スイングジャーナル』誌の人気投票でテナーサックス部門の首位をとるようになり、2010年の同誌の廃刊まで12年間首位に立ち続けた。その後、岡安芳明（ギター）、上村信（ベース）と東京銘曲堂 (TMD) を結成して、2001年からアルバムを発表するとともに、金子雄太（オルガン）、大坂昌彦（ドラムス）とのユニットDIRECTION名義でも2005年からアルバムを出し、さらに、ソロの即興演奏による「天元」シリーズ（2004年 - 2005年）にも取り組んだ。
この間、鬼怒無月（ギター）、佐藤芳明（アコーディオン）、竹澤悦子（琴）、吉見征樹（タブラ）とのデュオ・アルバムも、それぞれ制作している。
川嶋は、テナーサックスのほか、ソプラノサックス、フルートなども演奏する。